# Xã Orange, Quận Clinton, Iowa
Xã Orange (tiếng Anh: Orange Township) là một xã thuộc quận Clinton, tiểu bang Iowa, Hoa Kỳ. Năm 2010, dân số của xã này là 1.177 người.